# Między nami, misiami: Film
Między nami, misiami: Film (ang. We Bare Bears: The Movie) – amerykański film animowany z 2020 roku w reżyserii Daniela Chonga. Wyprodukowany przez Cartoon Network Studios. Film został stworzony na podstawie serialu Między nami, misiami.
Premiera filmu w Stanach Zjednoczonych odbyła się 30 czerwca 2020 roku na różnych platformach streamingowych, zanim miał tam premierę w Cartoon Network 7 września 2020 roku. W Polsce premiera filmu odbyła się 21 listopada 2020 na antenie Cartoon Network.

## Fabuła
Kiedy miłość Grizza, Pandy i Lodomira do food trucków i viralowych filmów wymknęła się spod kontroli, przyciąga uwagę agenta Trouta z National Wildlife Control, który obiecuje przywrócić „naturalny porządek” poprzez rozdzielenie ich na zawsze. Wypędzone z domu niedźwiadki wyruszają w epicką podróż w poszukiwaniu schronienia w Kanadzie, a ich podróż wypełniona jest nowymi przyjaciółmi, niebezpiecznymi przeszkodami i ogromnymi imprezami. Ryzykowna podróż zmusza niedźwiadki do zmierzenia się z tym, jak po raz pierwszy spotkali się i zostali braćmi, aby ich więź rodzinna nie rozpadła się.

## Obsada
- Eric Edelstein jako Grizz
  - Sam Lavagnino jako mały Grizz
- Bobby Moynihan jako Panda
  - Max Mitchell jako mały Panda i mały Lodomir
- Demetri Martin jako Lodomir
- Marc Evan Jackson jako agent Trout
- Keith Ferguson jako oficer Murphy
- Jason Lee jako Charlie
- Patton Oswalt jako Nom Nom
- Charlyne Yi jako Chloe Park
- Mel Rodriguez jako Darrell Saragosa
- Cameron Esposito jako strażniczka Dana Tabes
- Ellie Kemper jako Lucy
- Travina Springer jako Dramatic Cow
- Sarah Sobole jako Angry Kitty
- Josh Cooley jako Painting Elephant
- Amber Liu jako Jojo Raccoon
- Jimmy O. Yang jako Joey Raccoon
- Fabrizio Guido jako Pizza Rat
- James Trevena-Brown jako Jacked Kangaroo
- Brian Stevenson jako Southern Owl
- Peter Jessop jako strażnik granicy z Kanadą
- Erin Fitzgerald jako kanadyjska sprzedawczyni poutine